# Eddy Marron
Eddy Marron (* 1938 in Anklam, Pommern; † 6. Februar 2013) war ein deutscher Gitarrist, der sich im Grenzbereich von Jazz und Rockmusik bewegte.

## Leben und Wirken
Marron war seit seinem zwanzigsten Lebensjahr Berufsmusiker. Er war zunächst im Sextett von Jochen Brauer tätig, wo er hauptsächlich Tanzmusik spielte. Daneben studierte er bis 1968 klassische Gitarre an der Staatlichen Hochschule für Musik Mannheim. Mit den Musikern Sylvester Levay und Christian von Hoffmann (aus der Ambros Seelos Band) gründete er 1971 die Jazzrock-Band Vita Nova (LP 1971). Anschließend leitete er die Jazz-Werkstatt in Darmstadt, bevor er sich 1972 der Fusionband Dzyan anschloss, zu der kurz darauf auch Peter Giger stieß, die Avantgarde Jazz mit Rockelementen, türkischen, indischen und mittelalterlichen Einflüssen zu verbinden versuchte und die 1974 im Jazz Podium hervorragende Kritiken erhielt. Kurzzeitig spielte er auch bei Missus Beastly (CD Bremen 1974). Als Nachfolger von Dzyan gründeten Marron und Giger 1976 gemeinsam mit Günter Lenz ein Trio, das für seine zweite Platte 1978 um Trilok Gurtu verstärkt wurde. Daneben war Marron auch in der letzten Besetzung von Hans Kollers Free Sound tätig, mit der er ebenfalls ein Album einspielte. 1980 legte er seine Solo-LP Por Marco vor.
Marron lebte seit 1976 in den Niederlanden, wo er lange Jahre als Dozent am Königlichen Konservatorium Den Haag tätig war. Daneben lehrte er ab 1981 Jazzgitarre auch an der Hochschule für Musik Köln. 1978 erschien sein Buch Neue Schule für Jazz-Gitarre, 1990 sein Buch Die Rhythmik-Lehre.

## Diskographische Hinweise
- Dzyan Time Machine (1973) und Electric Silence (1974, mit Reinhard Karwatky, Peter Giger; Marron spielt auch Saz und Sitar)
- Hans Koller For Marcel Duchamp (1976, mit Jürgen Wuchner, Janusz Stefański)
- Giger-Lenz-Marron Beyond (1977)
- Giger-Lenz-Marron Where the Hammer Hangs (1978, mit Trilok Gurtu)

## Lexigraphische Einträge
- Ian Carr, Digby Fairweather, Brian Priestley: Rough Guide Jazz. Der ultimative Führer zur Jazzmusik. 1700 Künstler und Bands von den Anfängen bis heute. Metzler, Stuttgart/Weimar 1999, ISBN 3-476-01584-X.